# L'Action républicaine
L’Action républicaine est un journal hebdomadaire local français diffusé le jeudi dans les départements d'Eure-et-Loir et de l'Eure. Il couvre la ville de Dreux, ses quartiers et son agglomération et les cantons de La Ferté-Vidame, Brezolles, Nonancourt, Saint-André-de-l'Eure, Anet, Nogent-le-Roi, Châteauneuf-en-Thymerais et Senonches.
L’Action républicaine à Dreux a plus d'un siècle. Le journal fut créé par le ministre, gouverneur de l'Algérie et maire de Dreux, le républicain-socialiste Maurice Viollette. Le journal, alors bihebdomadaire, fut racheté par le groupe Hersant.
L’Action républicaine fait partie du groupe de presse des Hebdos Normands repris le 1er octobre 2007 par le groupe Publihebdos.
L’Action républicaine de Dreux a sorti son dernier numéro le 28 janvier 2010, avant cessation de parution.

## Histoire

### Le titre de Maurice Viollette (1902-1960)
Maurice Viollette est parachuté à Dreux pour les élections législatives de 1902. Concevant la presse comme l'outil indispensable à l'homme politique candidat, et se trouvant dans l'impossibilité de prendre le contrôle du Réveil National, il fonde L'Action Républicaine.
Le 23 février 1902, paraît le premier numéro, il s'agit d'un journal périodique bi-hebdomadaire, « conçu comme une simple feuille électorale », dont il est le propriétaire et directeur. Après son élection le 11 mai 1902, il fusionne Le Réveil National avec L'Action Républicaine qui devient le journal de gauche de la région, qui va être l'un de ses outils pour les conquête du canton et de la mairie, mais aussi pour ses réélections à la députation en 1906, 1910 et 1914. Lors de cette dernière campagne d'avant-guerre, le journal tire à 4 000 exemplaires.

### Les rachats
C'est en octobre 1959 qu'a lieu le rachat de l'Action Républicaine par le groupe Hersant.
En 1964, L'Action Républicaine absorbe deux journaux : La Liberté du Perche-Le Petit Nogentais basé à Nogent-le-Rotrou et La Gazette Française basée à La Loupe. Après fusion, le nouvel ensemble prend le nom de L'Action républicaine Nogent qui édite sous ce nom un journal diffusé dans la région de Nogent-le-Rotrou.

### Autres éditions

#### L'Action Républicaine de Nogent-le-Rotrou
L'Action Républicaine de Nogent-le-Rotrou  (ISSN 2101-1907)a repris en 1964 trois journaux diffusés sur la région de Nogent-le-Rotrou (La Gazette française et le Petit Nogentais fondés par André Dumas et La Liberté du Perche d'obédience communiste). Après leur fusion, le nouvel ensemble prit le nom d'Action républicaine (l'hebdomadaire du Perche). Le nouveau titre est édité et diffusé à partir de Nogent-Le-Rotrou. Il absorbe en 1973 L'Action républicaine de Châteaudun. Le journal est le seul survivant des trois éditions de L'Action Républicaine.

#### L'Action Républicaine de Châteaudun
L'Action Républicaine de Châteaudun  (ISSN 2101-1893) remplace "Le Franc-tireur" en janvier 1960. Le titre est absorbé en juillet/août 1973 (no 1634) par L'Action républicaine de Nogent le Rotrou